# Speyeria hesperis
Speyeria hesperis är en fjärilsart som beskrevs av Edwards 1864. Speyeria hesperis ingår i släktet Speyeria och familjen praktfjärilar. Inga underarter finns listade i Catalogue of Life.